# سوزان بلاكلي
سوزان بلاكلي (بالإنجليزية: Susan Blakely)‏ هي عارضة وممثلة أمريكية، ولدت في 7 سبتمبر 1948 في ألمانيا.

## أعمال

### أفلام
- (1973) الطريق الذي كنا عليه[4]
- (1974) الجحيم المرتفع[5][6][7]
- (1987) فوق القمة

### مسلسلات
- إن سي آي إس
- موردر
- رجلان ونصف
- كولد كيس

## وصلات خارجية
- سوزان بلاكلي على موقع IMDb (الإنجليزية)
- سوزان بلاكلي على موقع ألو سيني (الفرنسية)
- سوزان بلاكلي على موقع أول موفي (الإنجليزية)
- سوزان بلاكلي على موقع قاعدة بيانات الأفلام السويدية (السويدية)
- سوزان بلاكلي على موقع إن إن دي بي (الإنجليزية)
- سوزان بلاكلي على موقع قاعدة بيانات الفيلم (الإنجليزية)
- سوزان بلاكلي على موقع كينوبويسك (الروسية)